# سونات پیانو شماره ۱ (شوپن)
سونات پیانو شماره ۱ در دو مینور، اپوس ۴، در سال ۱۸۲۸ توسط فردریک شوپن نوشته شد.
شوپن این قطعه را به معلم خود، یوزف السنر تقدیم کرد.این اثر با وجود داشتن شماره اپوس، دو سال پس از مرگ شوپن منتشر شد. توبیاس هالینگر این اثر را در سال ۱۸۵۱ و در وین منتشر کرد.